# Paralichthodes algoensis
Paralichthodes algoensis is een  straalvinnige vissensoort uit de familie van schollen (Pleuronectidae). De wetenschappelijke naam van de soort is voor het eerst geldig gepubliceerd in 1902 door Gilchrist.
De soort staat op de Rode Lijst van de IUCN als niet bedreigd, beoordelingsjaar 2021. De omvang van de populatie is volgens de IUCN stabiel.